# Fórmula de Blackstone

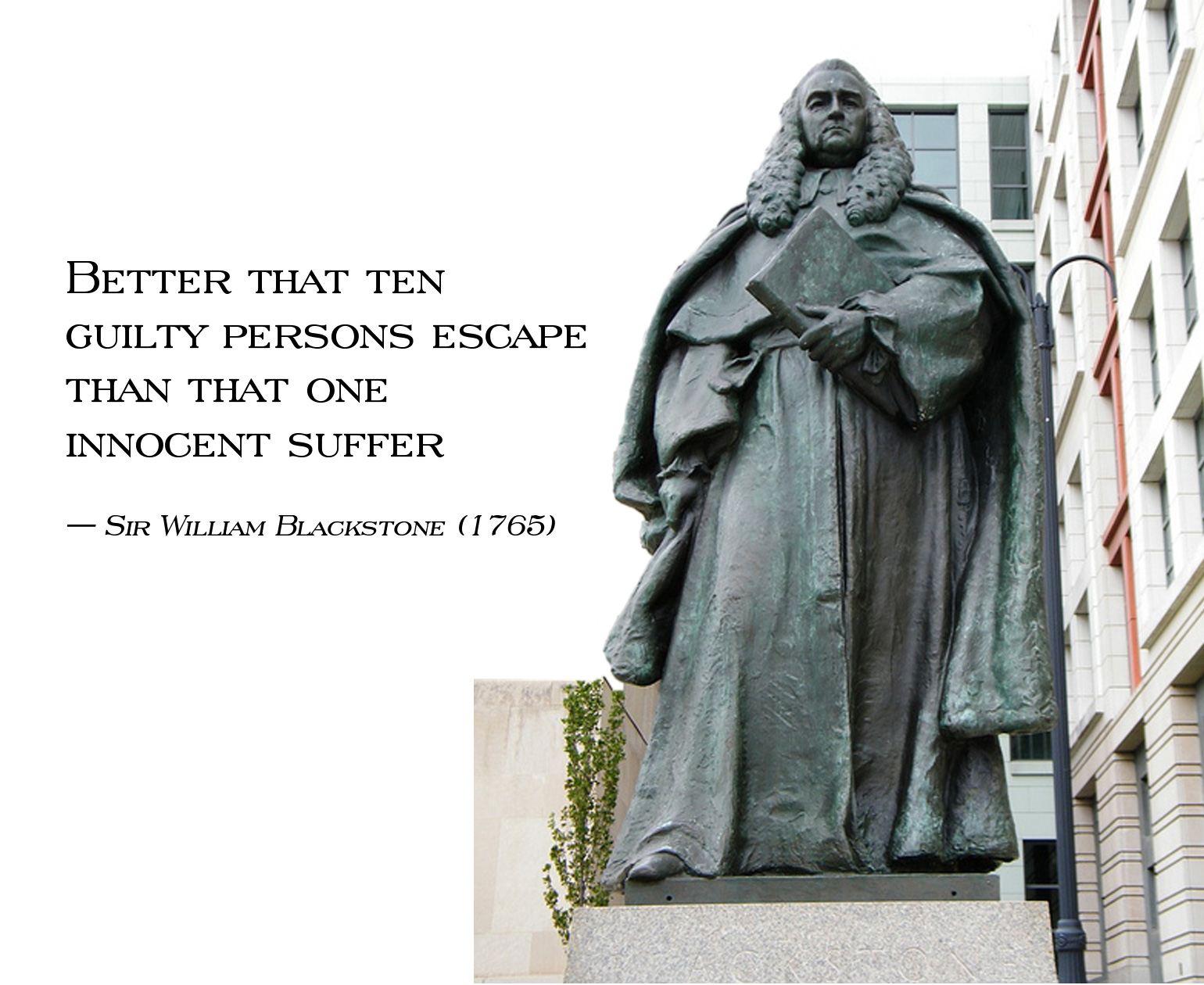
La estatua de William Blackstone Lincoln's Inn de Londres.

En el derecho penal, la fórmula de Blackstone (también conocida como ratio de Blackstone) es un principio que establece que "es mejor que diez personas culpables escapen a que un inocente sufra".
Nombrado en honor al jurista inglés William Blackstone, la fórmula establecida en este principio es más antigua, estando vinculada el principio de inocencia del derecho procesal penal. La fórmula fue expresada por primera vez en el libro titulado De Laudibus Legum Angliae (c. 1470) de Sir John Fortescue, en donde establecía que "uno preferiría que veinte personas culpables escapen a la pena capital en lugar de que una persona inocente sea condenada y sufra la pena capital". Similarmente, el 3 de octubre de 1692, mientras agumentaba en los juicios de Salem, el reverendo Increase Mather adoptó la declaración de Fortescue y escribió: "Es mejor que Diez Brujas Sospechosas escapen, a que una Persona Inocente sea condenada."
La estadística misma - 10 culpables a 1 inocente en la fórmula arquetípica de Blackstone y la formulación de 20:1 en la fórmula original de Fortescue - ha sido objeto de varios análisis diferentes, incluyendo opiniones autoritarias indicando ratios menores (Bismarck dijo "es mejor que diez inocentes sufran a que un culpable escape").
Fue Benjamin Franklin quien presentó la versión más popular de la ratio: "Es mejor que mil personas culpables escapen a que una persona inocente sufra".